# Montesquiu d'Albera
Montesquiu d'Albera, que segons Joan Becat hauria de ser simplement Montesquiu ([muntəs'kiw(ðəl'beɾə)], en francès Montesquieu-des-Albères i antigament Vilanova del Mont) és un poble, cap de la comuna del mateix nom, de 1.207 habitants, de la comarca del Rosselló, a la Catalunya del Nord. Els seus habitants reben el gentilici de montesquiuencs.

## Etimologia i toponímia
El 1992 el municipi rep el nom oficial de Montesquieu-des-Albères. Amb anterioritat es deia, simplement, Montesquieu. Aquest, però, no és el primer nom que apareix als documents històrics. L'any 854, el poble es deia Vilanova, nom que serà emprat durant dos o tres segles més. La grafia Montesquivo apareix el 1093 i substitueix la de Vilanova a partir del segle xii. La forma catalana tradicional, Montesquiu, passa a ser d'ús corrent al segle xiv.
El terme mont designa una altura (no necessàriament gaire elevada) o, fins i tot, una fortalesa bastida en altura. L'adjectiu esquiu ("aspre", "accidentat"), és un qualificatiu freqüent per a una fortalesa escarpada, difícil de prendre. Als Països Catalans, trobem el mateix topònim al municipi i fortalesa de Montesquiu, a Osona, i al poble rònec de Montesquiu, a l'antic municipi d'Orcau, dins del municipi d'Isona i Conca Dellà, del Pallars Jussà. En el cas del poble rossellonès, el nom es deu a la muntanya que domina el sector de Serra de l'Albera dessota el qual es troba: el Mont Esquiu, actualment denominat Puig de Sant Cristau.

## Geografia

### Localització i característiques generals del terme

Situació de la comuna de Montesquiu d'Albera en el Rosselló

El terme comunal de Montesquiu, d'una extensió de 170.600 hectàrees, limita al nord amb el Tec, el qual fa de límit amb Trasserra i Banyuls dels Aspres. Cap al sud, la comuna s'endinsa dins el massís de l'Albera, fins al puig de Sant Cristau, de 1.015 metres. A la meitat nord del territori (entre el poble i el Tec) s'hi conrea la vinya. La vegetació de la meitat sud està formada, quasi totalment, de màquia i de bosc. El terme és a l'extrem sud-oest de la comarca del Rosselló, al límit amb el Vallespir.
Termes municipals limítrofs:
|                      | Trasserra / Banyuls dels Aspres |                       |
| El Voló              |                                 | Vilallonga dels Monts |
| Morellàs i les Illes | Les Cluses / L'Albera           |                       |

### El poble de Montesquiu

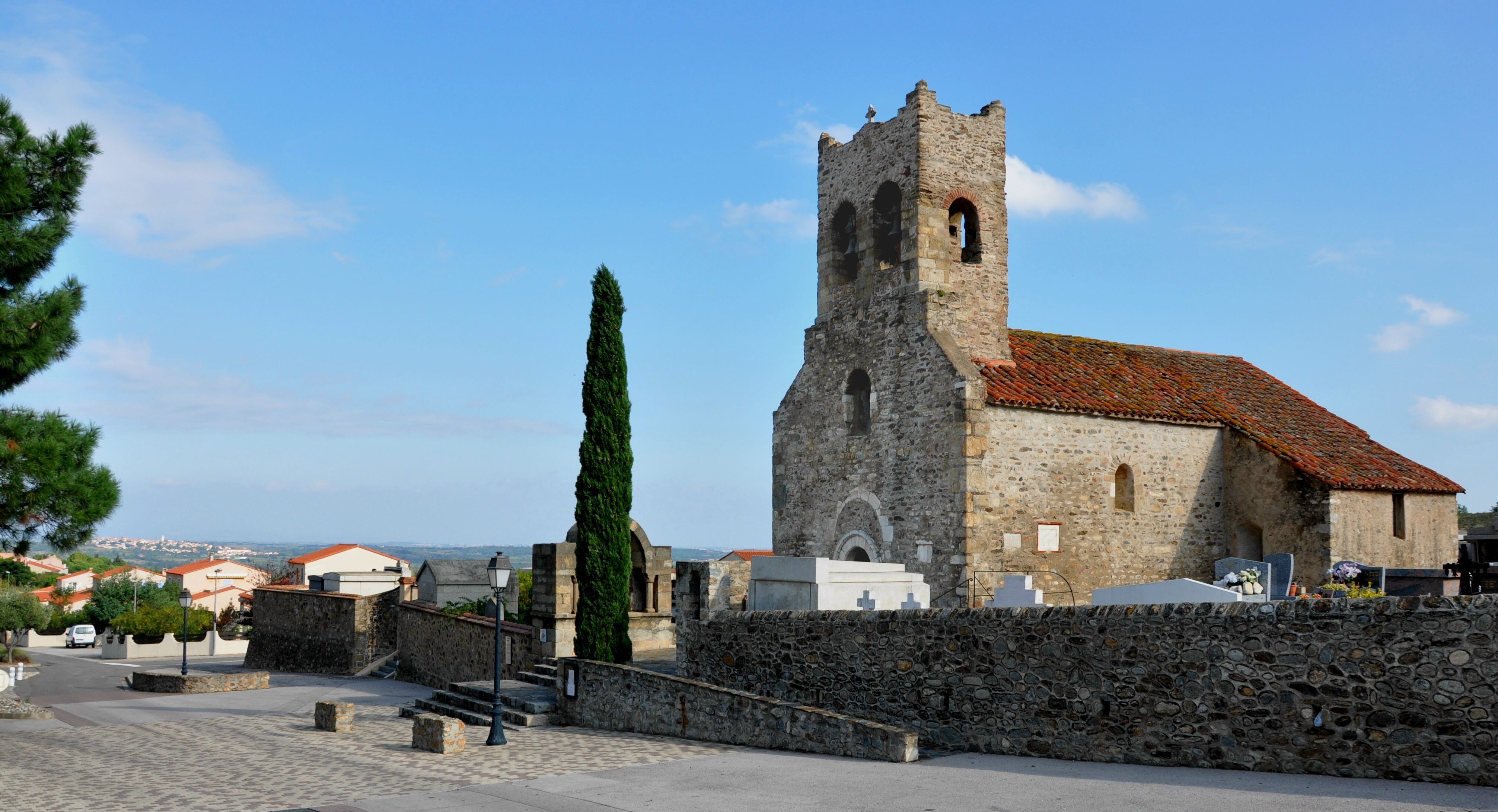
L'església parroquial de Sant Sadurní

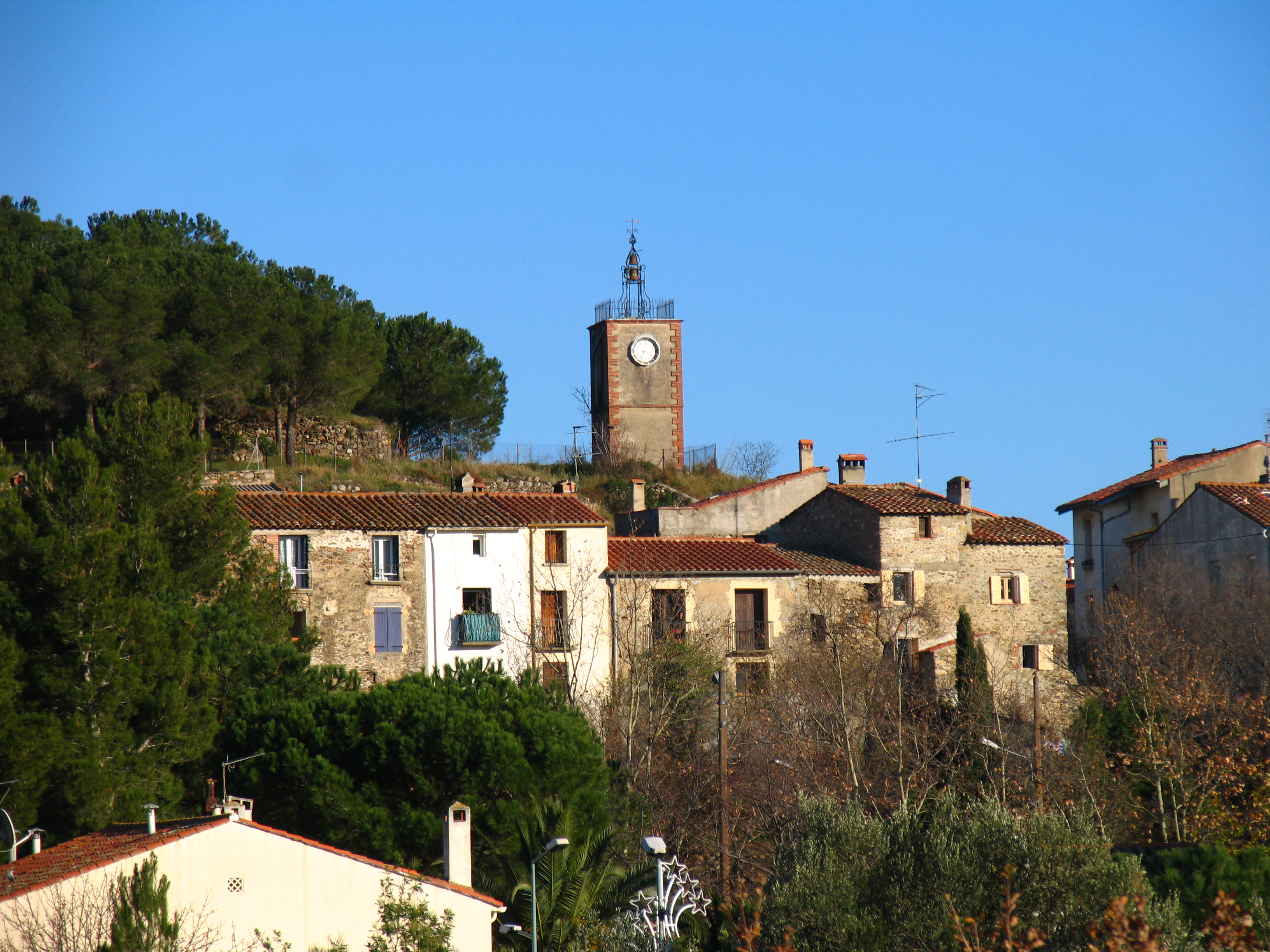
Vista del poble

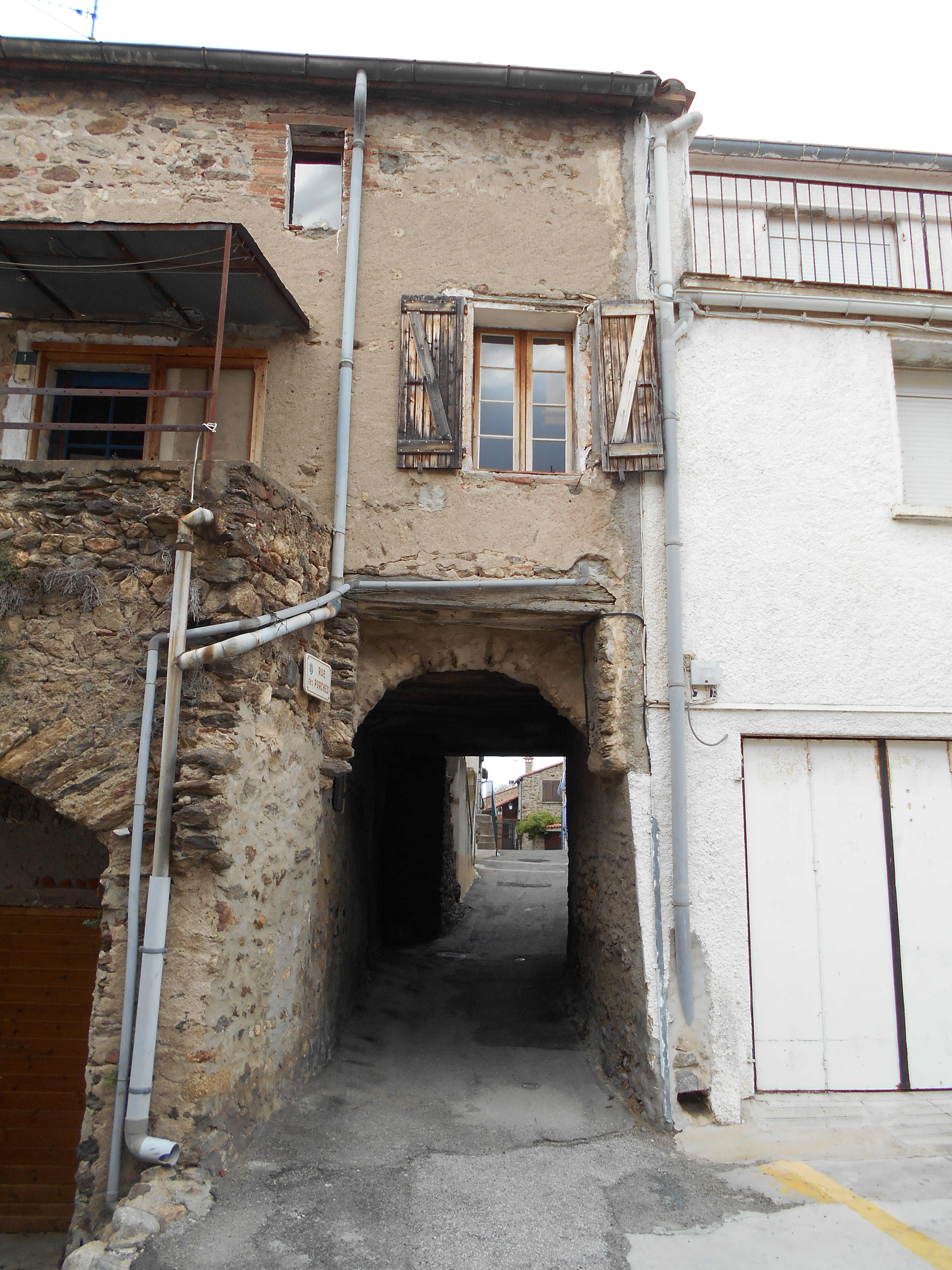
Portal de la cellera

El poble vell de Montesquiu nasqué agrupat en forma de cellera castral a l'entorn del castell del poble, actualment en ruïnes molt avançades. L'església parroquial de Sant Sadurní és separada al nord del nucli de població, en el cementiri vell del poble. A partir d'aquest nucli primigeni, Montesquiu començà el seu creixement a través dels primers barris, com els del Carrer d'Avall, del Carrer de Baix, del Carrer de la Plaça, del Carrer de les Bigues, del Carrer del Fort i de la Plaça de l'Om. Llocs destacats d'aquest nucli primer són l'Era, el Farratjal, la Femada i la Presó. Com a noms antics, ja en desús, hi ha la Femada d'en Burguera, l'Hort d'en Votura i la Sabonera.
En els entorns immediats del poble de Montesquiu hi ha alguns edificis o construccions singulars, com els cementiris, Vell i Nou, i el càmping de Sant Cristau.

### Torre o Castell de Sant Cristau
Al cim de l'antic Mont Esquiu, ara anomenat Puig de Sant Cristau, es troben les restes de la torre o castell de Sant Cristau, o de Mont Esquiu, amb la capella de Sant Cristau de Montesquiu. La torre és documentada des del 1340, i la capella, del 1368.

### Els Agullons
Al nord-est del terme, prop del Tec, hi ha l'antic Mas dels Agullons i al seu nord-est s'estén la moderna urbanització dels Agullons. A prop del mas hi havia hagut el santuari, actualment desaparegut, de la Mare de Déu dels Agullons.

### Els masos del terme
Les construccions aïllades del terme de Montesquiu són el Casot dels Soldats, el Castell de Montesquiu, amb la capella del Sagrat Cor de Jesús, el Cortal de la Jaça del Bruc, el Centre Eqüestre del Camp de l'Hoste, el Mas dels Agullons, el Mas d'en Feliu, el Mas d'en Ferrer, el Mas d'en Freixe, antigament Vilarqueix, el Mas d'en Parada, el Mas d'en Pericot, el Mas d'en Ros, el Mas d'en Serra, el Mas d'en Vilar, abans d'en Torrent, el Mas Fabrega, el Mas Ferriol, el Mas Santralla, el Molí del Brull, o Broll, el Molí de l'Oli, la Trompeta Alta, o Nalta i la Trompeta Baixa. Alguns són noms ja antics, en desús, com la Barraca del Peirerat, el Cortal del Ros, el Cortal d'en Bernat, el Cortal d'en Blai, la Teuleria d'en Miró, o en ruïnes, com el Mas d'en Bernat, el Mas d'en Blai i el Mas d'en Petit. A part, cal parlar de la Capella o Ermitatge de Sant Cristau, de la capella desapareguda de Santa Maria, o de la Mare de Déu, dels Agullons, del Dolmen del Quadró, el Forn de Calç i la Torre, o Castell, de Sant Cristau. Com a construcció de caràcter especial existent en el terme montesquiuenc hi ha el Túnel del TGV.

### Els cursos d'aigua
El terme de Montesquiu està format per diverses valls que davallen de la Serra de l'Albera i diversos còrrecs que es formen a la part baixa del terme, a l'alçada del poble de Montesquiu. A llevant, pertany a Montesquiu la meitat occidental de la vall del Còrrec de l'Hort del Forro, que en quasi tot el seu recorregut separa Montesquiu de Vilallonga dels Monts. Aquest curs d'aigua recull les aportacions del Còrrec de les Carboneres, del de Coll d'en Godó, el d'en Glauda i el de Coll Martí; després, aquest còrrec ja entra del tot en el terme veí de Vilallonga dels Monts.
Paral·lel al Còrrec de l'Hort del Ferro, però només en la meitat septentrional del terme, es troba el Còrrec de la Vallauria, format pel Còrrec de les Boixedes, el Còrrec del Coll del Forn, el Còrrec de la Cardenissa, els Còrrecs, el Còrrec de Puig Sec, el Còrrec del Roc de les Creus, el Còrrec de Riba Colomera, que recull tots els anteriors, el Còrrec de les Basses, el Còrrec de Querabs, el del Serrat de la Mare de Déu i el Còrrec de les Anglades.
Més a ponent, sempre paral·lel als anteriors, en una posició bastant central en el terme es troba la Ribera de Sant Cristau, que passa pel poble de Montesquiu. S'inicia com a Còrrec de Sant Cristau, i va rebent l'afluència de tot d'altres còrrecs: Còrrec del Coll de Llinars, de la Font de la Baladre, de la Coma Fosca, de la Jaça del Bruc, abans del Bruc, simplement, de Puig de Cases, de l'Aixeta, del Salt de la Biga, del Bosc del Senyor, del Mas d'en Blai, de Dellà la Font, d'en Soliver i de Vall de Gors.
Encara més a ponent, també paral·lel als anteriors, però de mig terme en avall, hi ha el Còrrec de la Bena, que recull els còrrecs dels Tuires, dels Llipotets, del Clot del Colom, diversos còrrecs sense nom, el de les Costes de l'Hospital, el Còrrec Curt, el Còrrec Server, el del Conill Podrit i el de les Planes (a la zona de la sortida del Túnel del TGV). La vall de tots aquests discorre a prop de Montesquiu, pel seu costat oest.
Més a l'oest, encara, es troba el darrer còrrec que directament desemboca en el Tet i neix cap a la meitat inferior del terme comunal. També paral·lel als anteriors, però molt més decantat cap al nord-oest que els anteriors, es troba el Còrrec de la Serra de Siurers, el de Molina i el de Vallmorena, que van a parar a la Ribera del Molars, que procedeix del terme del Voló i en el darrer tram fa de termenal entre el Voló i Montesquiu.
Ja clarament decantat cap al nord-oest, i que discorre en el seu darrer tram en el terme del Voló, es troba més a ponent, baixant des de la Serra de l'Albera, el Còrrec dels Roures Negres, que duu les afluències dels còrrecs del Faig, de la Font del Faig, de la Figuerassa i dels Fangassos, o del Clot dels Fangassos. Un parell de caps de còrrec són en terme de Montesquiu, però la major part del traçat és dins del Voló: el d'en Carboner i el del Roc de l'Erla.
A l'extrem sud-oest del terme hi ha una vall independent de tot el sistema de torrents anterior. És la vall del Còrrec de la Jaça de l'Alzina, en el qual aflueixen el Còrrec de la Coma, el del Quintà, el de la Bassa, el del Prat, el del Coll de Dellà, el dels Polls, el del Ferro, el de la Creu del Senyal i el del Rossinyol. Encara, més al sud d'aquesta vall hi ha les capçaleres de quatre còrrecs que discorren quasi íntegrament en el terme veí de les Cluses: el d'en Massó i el de la Solaneta, que s'uneixen, el del Comú i el de la Costa del Perelló.
A la part septentrional del terme, a la riba dreta del Tet, hi ha nombrosos canals d'irrigació, com ara l'Agulla (sense nom), l'Agulla del Salitar, la del Garrigàs, la del Camp del Pubill, la del Camp de les Guilles, la del Camp de l'Hoste, la del Camp de la Roa, la del Pontet, la de Cantaprims, la del Camp d'en Bauda, el Botàs, el Rec de Palau, o del Molí de Brullà, i el Rec de Sant Genís, o de les Alberes.

### Les fonts
Un bon nombre de fonts es troben en el terme de Montesquiu: la Font de Vallmorena, la Font captada del Mas d'en Blai, la Font Blanca, la Font de Baix, la de Coma Fosca, la de la Baladre, la de la Figuerassa, la de la Trilla, la del Bosc, la del Camp Llarg, la del Càrex, la de l'Espinassa, la del Faig, la del Forro, la del Gorb, o del Corb, la del Prat, la del Mas d'en Freixe, la del Mas d'en Pericot, la del Sabater, la dels Fangassos, la d'en Cases, la d'en Narcís, la de Sant Cristau, la de Vallmanya i la Font Nova.

### Orografia
Bastants dels topònims montesquiuencs reflecteixen els accidents de relleu del terme. Clot dels Baus (nom antic), Clot dels Fangassos, Clot dels Peirers, abans el Clot, Clot dels Aurosos, o dels Aurons, abans Còrrec del Bruc, Clot, o Còrrec, del o d'en Colom, abans els Cirerers, i Clot Server; la Collada, el Coll de la Cortaleta, el Coll de la Branca, el Coll de la Petita, el Coll de la Taula, el Coll de l'Espinàs, o de l'Espinassa, el Coll de Llinars, el Coll de Llobera (nom antic), el Coll de Lluja, el Coll dels Verns a 532,5 m, o Collada d'en Godó; la Costa, la Costa Blanca (dues de diferents), la Costa de la Closa (nom antic), la Costa de la farigola, la Costa del Perelló, la Costa del Prat, les Costes de l'Hospital, abans en singular; la Cova del Llop; Penya de les Orondoles, Roc de les Creus, abans Creus de Puig Sec, Roc de l'Elra, Rocs Alts, abans Bosc del Senyor; muntanyes i altres elevacions: Pic Estella, o d'Estella, o Puig de l'Estella, Puig de Cases, o d'en Cases, abans la Carbonera, Puig de la Balma, Puig de la Branca, o Pic del Coll de la Branca, Puig de la Petita, Puig de Sant Cristau, abans Mont Esquiu, Puig Petit de Sant Cristau a 934,2 m, Puig Rodon, el Puig Sec; Pla del Mas (nom antic), les Planes, o les Esplanes, la Planiola; la Serra, o les Serres, la Serra de Siurers, el Serrat de la Mare de Déu, el Serrat de les Bruixes, el Serrat d'en Masó, i el Solà, el Solà d'en Boix, la Solaneta.

### El terme comunal
Els topònims referits a partides cadastrals o indrets específics del terme comunal de Montesquiu d'Albera són: l'Abella, els Agullons, o Camp dels Agullons, les Anglades, la Baladre, la Bassa, les Basses, les Boixedes, el Botàs, els Burgats, la Cadenissa, Camí Closa, Camí de la Clusa, Camp de la Capella, Camp de la Creu (n'hi ha dos), Camp de la Rua, o, simplement, la Rua, Camp del Capellà, Camp del Cirerer, Camp de l'Era, Camp de les Basses, Camp de l'Hoste, Camp del Mill, Camp del Molí, Camp del Pelliçó, Camp del Prat, Camp del Pubill, Camp del Roure, Camp dels Perers, Camp dels Tres Corns, Camp -abans Camps- dels Tres Olius, Camp d'en Bauda, Camp d'en Conte, Camp d'en Pelliçó, Camp Galliner, Camp Llarg, Camps Grans, Cantaprims, la Castanyeda, el Cau de les Guilles, la Charmette, les Cinc Aiminades, o Camp de les Cinc Aiminades, els Clapers, Clapossers, les Claves, la Closa del Mas Petit, la Closa de la Refarda, la Closa, les Closes, abans la Roureda, la Collada de l'Hort del Forro, la Collada d'en Glauda, abans la Vall, la Collada d'en Godó, abans la Carbonera, el Coll de Dellà, abans Còrrec de la Jaça de l'Alzina, el Coll de la Petita, el Coll de la Taula, el Coll del Forn, el Coll de Lluja, Coll Martí (els darrers, les terres dels entons dels colls estrictes), la Colomina (dues de diferents), la Colomina, o Mas d'en Vilar, la Colomina de les Cinc Aiminades, les Colomines, abans Colomina d'en Valls, Coma Fosca, abans Còrrec de la Coma, el Còrrec Curt, el Còrrec de la Baladre, el Còrrec de la Coma, el Còrrec de Llinars, abans Pic del Coll de la Branca, el Còrrec del Faig, el Còrrec dels Tuires, el Còrrec de Molina (nom antic), el Còrrec d'en Masó, els Còrrecs (dos llocs diferents amb aquest nom), Còrrec Server, el Cortal, els Cortalets, la Creu, la Creu de Fusta, la Creu del Senyal (dues de diferents, totes dues senyals termenals), la Cuatxa, Dellà la Font, l'Eixida, l'Era del Mas d'en Bernat, l'Era, l'Era del Colomer, els Espirassos, o Camp dels Espirassos, els Fangassos, el Farratjal del Mas Santralla, la Feixa dels Agullons, la Feixa del Mas d'en Bernat, la Feixa del Camp de la Creu, la Feixa de la Font, la Feixa del Dragó, les Feixes de Riba Colomera, la Femada, la Femada de l'Era del Mas Bernat, la Font, els Fontanals, Font del Gorb, o del Corb, abans Coll de la Petita, Font del Sabater, o dels Sabaters, Font d'en Mondet, la Garriga, el Garrigàs, la Garrigueta (dues de diferents), els Graners, l'Hort del Forro, l'Hortell, Mas d'en Bernat, Mas d'en Blai, Mas d'en Freixe, Mas d'en Pericot, Mas d'en Petit, Mas d'en Serra, abans Còrrec Server, Mas d'en Torrent, o d'en Vilar, el Molí, la Plançonada, el Pontet, el Prat (dos de diferents), el Quadró, els Querabs, o Queralbs, el Quintà (dos de diferents), la Refarda, la Resclosa de Palau, Riba Colomera, el Roure, la Roureda, Roures Alts, Roures Negres, o la Collada, els Rouretalls, el Salitar, Sant Cristau, abans Prop de Sant Cristau, el Tec, les Teixoneres, les Terneres, Terradelles, o Mas de Terradell, Terra Negra, els Terressos, la Teuleria, Torta Roure, els Tres Roures, els Tretze Vents, la Trompeta Nalta, o Alta, o les Trompetes Naltes o Altes, la Trompeta Baixa, o les Trompetes Baixes, els Tuires, la Vall, en Valls, la Vallauria, la Vallmorena, Valls de Gors, o de Gorbs, els Verns, la Vinya de la Vall, la Vinya d'en Martra i la Vinyassa.
Molts són ja noms en desús, considerats antics, com l'Aiminada, l'Aiminada del Camí Ral, l'Aiminada dels Clapers, la Barraca, les Bigues del Forro (encara conegut, però només com a senyal termenal), la Calapa, Camí del Pertús, el Camp, Camp de la Boneta, Camp de la Marguilleria, Camp de la Pagesa, Camp de la Riba, Camp de la Romaguera, Camp de la Xenga, Camp de les Berges, Camp de l'Esquent, Camp del Perilloner, Camp del Pou, Camp del Rector, Camp d'en Boixer, Camp d'en Cerdà, Camp d'en Damià, Camp d'en Grau, Camp d'en Polit, Camp d'en Solana, Camp d'en Vilanova, Camp d'en Xodri, Cantaprims de Dalt, la Capella, la Castanyeda Escabotada, el Claunet, el Clos del Pou, la Closa de l'Arbre, la Closa del Cementiri, la Closa del Prat, la Closa d'en Camps, l'Era d'en Bernat, l'Era Vella, la Feixa del Pou, la Feixa Llarga, la Femada del Clot, la Femada de l'Era, la Femada d'en Corb, la Femadeta, la Garriga d'en Cossana, la Garriga de Valls de Gorbs, l'Hort de Baix (dos de diferents), l'Hort de Dalt, l'Hort de la Perota, l'Hort de les Canyes, l'Hort del Racó, l'Hort dels Aspres, l'Hort del Senyor, l'Hort d'en Domingo, Llavons, el Mallol, el Mas, la Mollera, l'Oliveda del Capellà, l'Oliveda del Senyor, la Plançonada de Dalt, la Pruixadera, la Riba de la Creu, la Ribera (dues de diferents), la Ribera de Sant Cristau, Riu de Rial, el Roure d'en Pubill, la Rua d'en Cavaller, el Salitaret, la Trompeta, la Vinya del Senyor, la Vinya d'en Costella (dues de diferents) i la Vinya d'en Xoxim.

## Transport

### Carreteres
Tres carreteres travessen el terme de Vilallonga dels Monts: la D - 11, la D - 61 i la D - 618. Aquesta darrera en el terme de Montesquiu té forma d'autovia.
La carretera D - 11 (D - 914, a Argelers de la Marenda - Montesquiu d'Albera) entra en el terme de Montesquiu per l'est, procedent de Vilallonga dels Monts, i acaba el seu recorregut a Montesquiu d'Albera. Per aquesta carretera es va a Vilallonga dels Monts (1,9 km), la Roca de l'Albera (5,1), Sureda (7,7), Sant Andreu de Sureda (8), Palau del Vidre (10,5 km) i Argelers de la Marenda (13).
La D - 61 (D - 618, a Montesquiu d'Albera - Montesquiu d'Albera) enllaça la població amb l'autovia de Ceret a Argelers de la Marenda, just al nord del poble. És una carretera curta, de quasi 3 quilòmetres, que per l'extrem nord enllaça amb l'autovia, i pel sud, dins de la població de Montesquiu enllaça amb la carretera D - 11.
La D - 618 (El Voló - Argelers de la Marenda), enllaça aquestes dues poblacions directament, sense passar pels nuclis de població, amb els quals enllaça. Tanmateix, en el terme de Montesquiu, la carretera, que discorre pel nord del terme comunal, té una sortida que a través de la D - 61 enllaça amb el poble.

### Ferrocarril
Tot i que la línia de ferrocarril del TGV travessa el terme de Montesquiu d'Albera, no hi té cap estació. La més propera és Perpinyà. En el terme montesquiuenc hi ha la boca nord del túnel, a la zona de les Planes i del Còrrec de Vall Morena.

### Transport col·lectiu per carretera
La línia 401 del servei departamental de Le bus à 1 €, d'Argelers de la Marenda a Ceret, passa per Montesquiu d'Albera procedent d'Argelers de la Marenda, Sant Andreu de Sureda, Sureda, la Roca de l'Albera i Sant Genís de Fontanes i Vilallonga dels Monts. Després continua cap al Voló, Morellàs i Ceret. Ofereix tres serveis diaris en cada direcció de dilluns a dissabte (tot i que el segon d'aquests serveis només va d'Argelers a Montesquiu d'Albera). No circula els dies festius. Per aquesta línia, Montesquiu és a una hora d'Argelers, a mitja de Sant Andreu de Sureda, a 25 minuts de Sureda, a 20 de la Roca de l'Albera, a un quart d'hora de Sant Genís de Fontanes, a 10 de Vilallonga dels Monts, a 13 del Voló, a 22 de Morellàs i a mitja hora de Ceret.

### Camins del terme
En el terme de Montesquiu hi ha camins que uneixen el poble amb els seus veïns, com el Camí de Banyuls a Vilallonga, també anomenat Camí de les Vinyes a Montesquiu, el Camí de la Clusa, el Camí del Pertús, el Camí del Voló a Vilallonga, el Camí Vell de Perpinyà, la Ruta d'Elna, o Camí Llarg, la Ruta de Ceret, la Ruta de la Mar, o d'Argelers, la Ruta, abans Camí, del Voló, i la Ruta, abans Camí, de Vilallonga. Els altres camins existents són interns del terme comunal de Montesquiu: Camí de Dellà la Font, Camí de la Collada d'en Glauda, Camí de la Granja des del Mas dels Agullons, Camí de la Muntanya (dos de diferents), Camí de la Serra (dos de diferents), Camí de la Trompeta, Camí de la Vall, o del Mas d'en Blai, Camí de les Anglades, Camí de l'Església, Camí de l'Hort d'en Forro, Camí del Mas d'en Blai, Camí del Mas d'en Freixa, Camí del Mas d'en Serra, Camí del Mas Rossinyol, Camí del Molí, Camí del Serrat de les Bruixes, Camí de Querabs, Queralbs, o del Mas d'en Ros, Camí, o Ruta Estratègica, de Sant Cristau, Camí de Valls de Gors i Travessa de Sant Cristau o, simplement, la Travessa. Esment a part mereixen el Camí Ral i el traçat del TGV.
Alguns d'aquests camins franquegen la llera de rius i torrents mitjançant guals, que al Rosselló se solen anomenar passallís. Així, hi ha el Passallís del Còrrec de les Basses i el del Còrrec de Riba Colomera.

## Economia
La principal activitat econòmica del poble continua essent l'agrícola, tot i que menys de la meitat del terme és productiva, ja que tota la zona muntanyosa és ocupada per màquia, alzines, una bona part sureres, i roures. S'hi produeix bàsicament vinya, una bona part destinada a vins de denominació d'origen controlada, però també fruita, al raiguer del Tec, principalment presseguers, cirerers, albercoquers i pomeres, i a la zona de regadiu, hortalisses: productes primerencs, escaroles i enciams, sobretot. Fora d'això hi ha una mostra de ramaderia, però molt minsa.

## Història

### Edat mitjana
El poble és documentat des del segle ix amb el nom de Vilanova, més tard Vilanova del Mont. El nom de Montesquivo apareix al segle xi, però no es consolida i substitueix l'anterior fins a mitjan segle xii. Vilanova havia estat fundada per Sunvild a finals del segle viii, qui en transmeté la possessió al seu fill Hadefons; aquest, als seus fills Sumnold i Riculf, als quals els era confirmada la propietat el 854 en un precepte de Carles el Calb.
En el segle x es troben relacionats amb Montesquiu diversos possessors d'alous in Villanova qui est in radice montis Albaria. Des del segle xi tingué la senyoria de Montesquiu la família de Sant Cristau, dita també de Montesquiu, qui la tenia pel comte de Rosselló; el 1084 Guillem Bernat de Sant Cristau, o de Montesquiu, fill de Bernat i d'Estefania, jurava fidelitat al comte Guislabert II i als seus descendents "pel castell o fortalesa recentment construït in Villa Nova". La família conservà la senyoria fins a principis del segle xiv: a començaments del segle xiii els Montesquiu o Sant Cristau posseïen, a més, Vilallonga dels Monts, Sant Martí i Sant Joan d'Albera, el Voló, Nidoleres, Cànoes, Alenyà i Orla.
El 1324 moria sense descendència Guillem de Montesquiu, i la senyoria retornà a Jaume III de Mallorca, qui la infeudà a Ademar de Mosset; al cap de poc, retornava a la corona, i l'infant Joan d'Aragó la va vendre al burgès perpinyanenc Bartomeu Garí, prestador que havia deixat nombroses quantitats al rei per al seu casament amb Violant de Bar. El 1390 aquest darrer la va vendre a Berenguer IV d'Oms, besnet d'Ademar de Mosset.

### Edat Moderna
Els Oms foren senyors de Montesquiu una bona part de l'Edat Moderna: el 1682 fou confiscada a ran d'un judici a l'audiència reial que anul·lava les vendes anteriors, i el rei francès l'atribuí a Sylvestre de Bruelh, fill d'un mariscal de camp dels exèrcits reials, del qual anà passant a altres mans. El 1770 n'era senyor el marquès de Valence, fins a la fi de l'Antic Règim.

## Demografia

### Demografia antiga
La població està expressada en nombre de focs (f) o d'habitants (h)
| 15 f | 120 f | 105 f | 90 f | 13 f | 23 f | 30 f | 74 f | 55 f | 63 f | 89 f | 340 h | 70 f | 112 f |

### Demografia contemporània
| Evolució de la població |      |      |      |      |      |      |      |      |
| 1793                    | 1800 | 1806 | 1821 | 1831 | 1836 | 1841 | 1846 | 1851 |
| 229                     | 258  | 338  | 320  | 324  | 338  | 335  | 307  | 372  |

| 1856 | 1861 | 1866 | 1872 | 1876 | 1881 | 1886 | 1891 | 1896 |
| ---- | ---- | ---- | ---- | ---- | ---- | ---- | ---- | ---- |
| 419  | 392  | 400  | 355  | 368  | 409  | 417  | 420  | 405  |

| 1901 | 1906 | 1911 | 1921 | 1926 | 1931 | 1936 | 1946 | 1954 |
| ---- | ---- | ---- | ---- | ---- | ---- | ---- | ---- | ---- |
| 404  | 402  | 421  | 427  | 378  | 391  | 372  | 366  | 353  |

| 1962 | 1968 | 1975 | 1982 | 1990 | 1999 | 2004  | 2008  | 2009  |
| ---- | ---- | ---- | ---- | ---- | ---- | ----- | ----- | ----- |
| 370  | 333  | 329  | 510  | 753  | 824  | 1.045 | 1.146 | 1.150 |

| 2013  |
| ----- |
| 1.207 |

Fonts: Ldh/EHESS/Cassini fins al 1999, després INSEE a partir deL 2004

### Evolució de la població

Població 1962-2008

## Administració i política

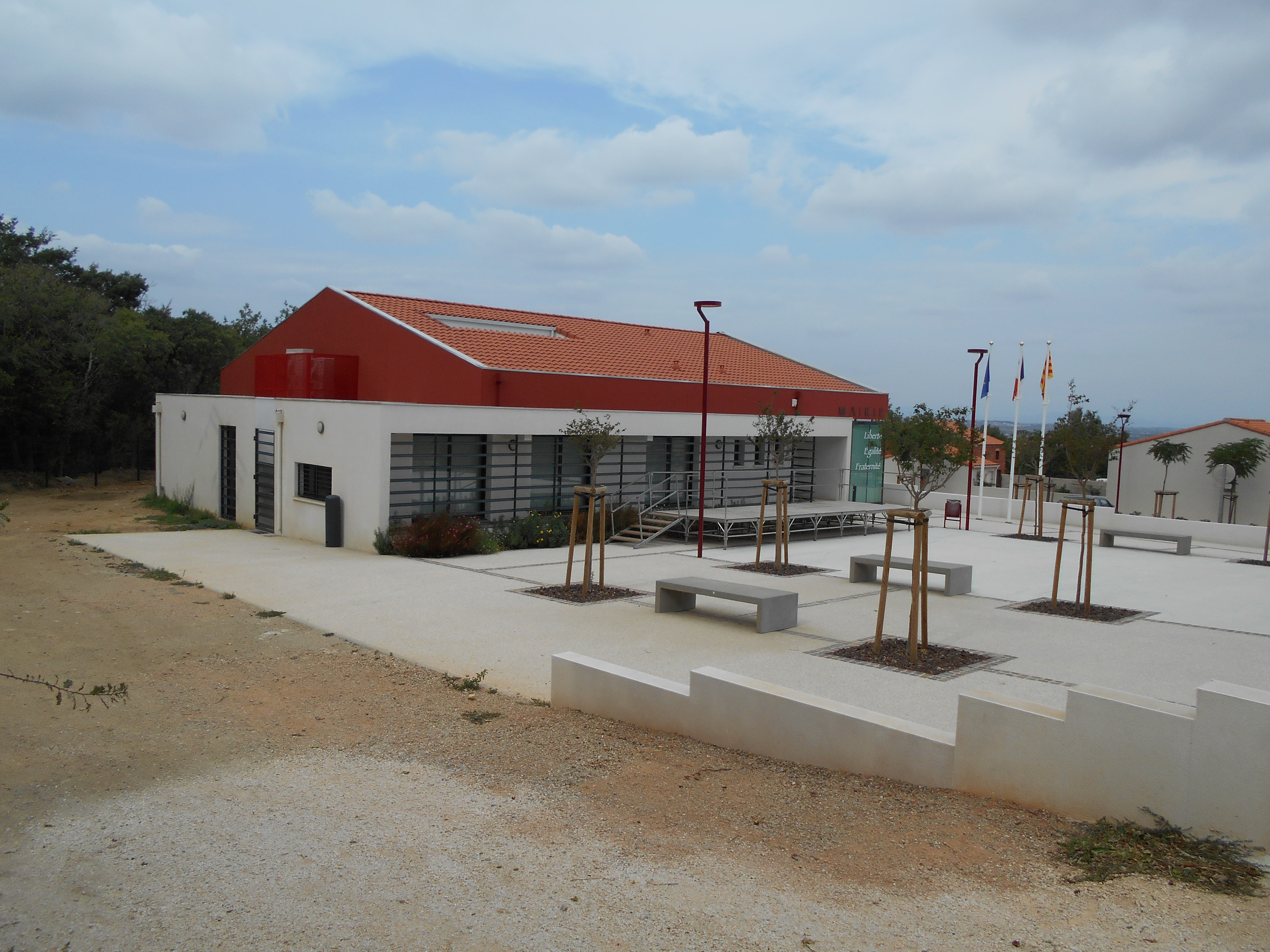
Casa del Comú de Montesquiu d'Albera

### Batlles[14]
| Període                       | Nom                   | Opció política | Comentaris |
| ----------------------------- | --------------------- | -------------- | ---------- |
| Març del 2001 - Març del 2008 | Joseph de Massia      |                |            |
| Març del 2008 - Moment actual | Huguette Schuler-Pons |                |            |

### Legislatura 2014 - 2020

#### Batlle
- Huguette Schuler-Pons, porta la cartera d'Urbanisme.

#### Adjunts al batlle[16]
- 1r: Michel Laguerra. Conseller delegat de Finances i Activitats econòmiques
- 2n: Jean-Louis Catala. Conseller delegat de Turisme i Vida associativa
- 3a: Marie-Agnès Lanoy. Consellera delegat de Solidaritat i Cohesió social
- 4a: Agnès Rousseau. Consellera delegada de Comunicació.

#### Consellers municipals
- Hervé Vignery. Conseller municipal
- Michel Lesot. Conseller municipal delegat de Seguretat pública, Policia de cementiris i Gestió de personal comunal
- Jimmy Ayoul. Conseller municipal
- Pascale Martines. Consellera municipal
- Denis Joliveau. Conseller municipal
- Véronique Capdeville. Consellera municipal
- Sébastien Lleida. Conseller municipal
- Nathalie Pujol. Consellera municipal
- Georges-Henri Chambaud. Conseller Municipal
- Cyrille de Foucher. Conseller Municipal.

### Adscripció cantonal

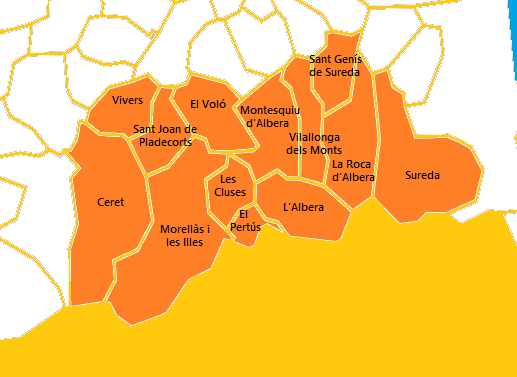
Mapa del Cantó de Vallespir - Albera

A les eleccions cantonals del 2015 Montesquiu d'Albera ha estat inclòs en el cantó denominat Vallespir - Albera, amb capitalitat a la vila de Ceret, i amb la vila del Voló i els pobles de l'Albera, les Cluses, Montesquiu d'Albera, Morellàs i les Illes, el Portús, la Roca d'Albera, Sant Genís de Fontanes, Sant Joan Pla de Corts, Sureda, Vilallonga dels Monts i Vivers. Hi han estat escollits com a consellers departamentals Martine Rolland, del Partit Socialista, vicepresident del Consell departamental, i Robert Garrabé, també del Partit Socialista, batlle de Sant Joan de Pladecorts i vicepresident del Consell departamental.

### Serveis comunals mancomunats
Montesquiu d'Albera forma part de la Comunitat de comunes de les Alberes, Costa Vermella i d'Illiberis, amb capitalitat a Argelers, juntament amb Argelers, Bages de Rosselló, Banyuls de la Marenda, Cervera de la Marenda, Cotlliure, Elna, Montesquiu d'Albera, Ortafà, Palau del Vidre, Portvendres, la Roca d'Albera, Sant Andreu de Sureda, Sant Genís de Fontanes, Sureda i Vilallonga dels Monts.

## Ensenyament i cultura

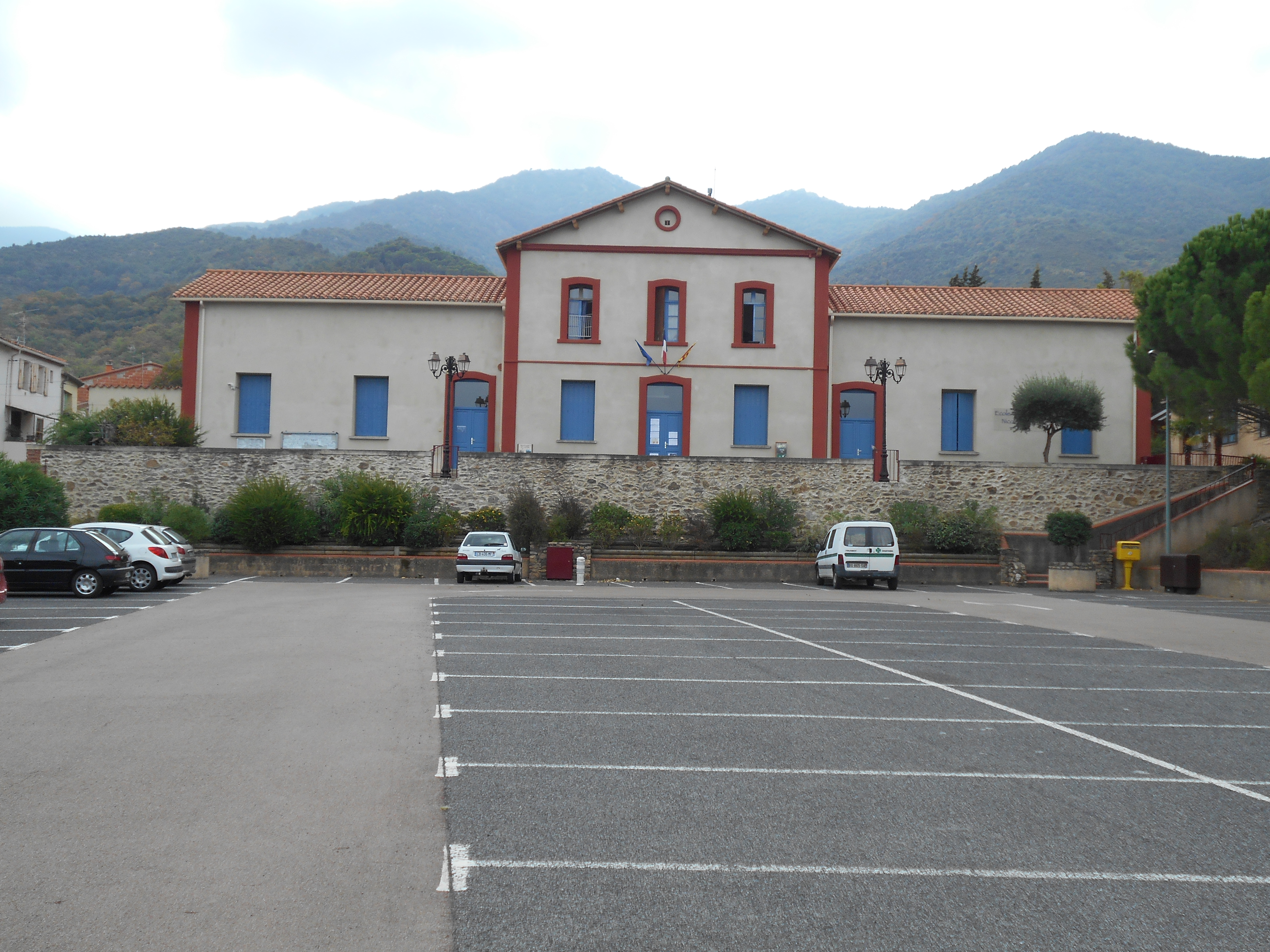
Les escoles

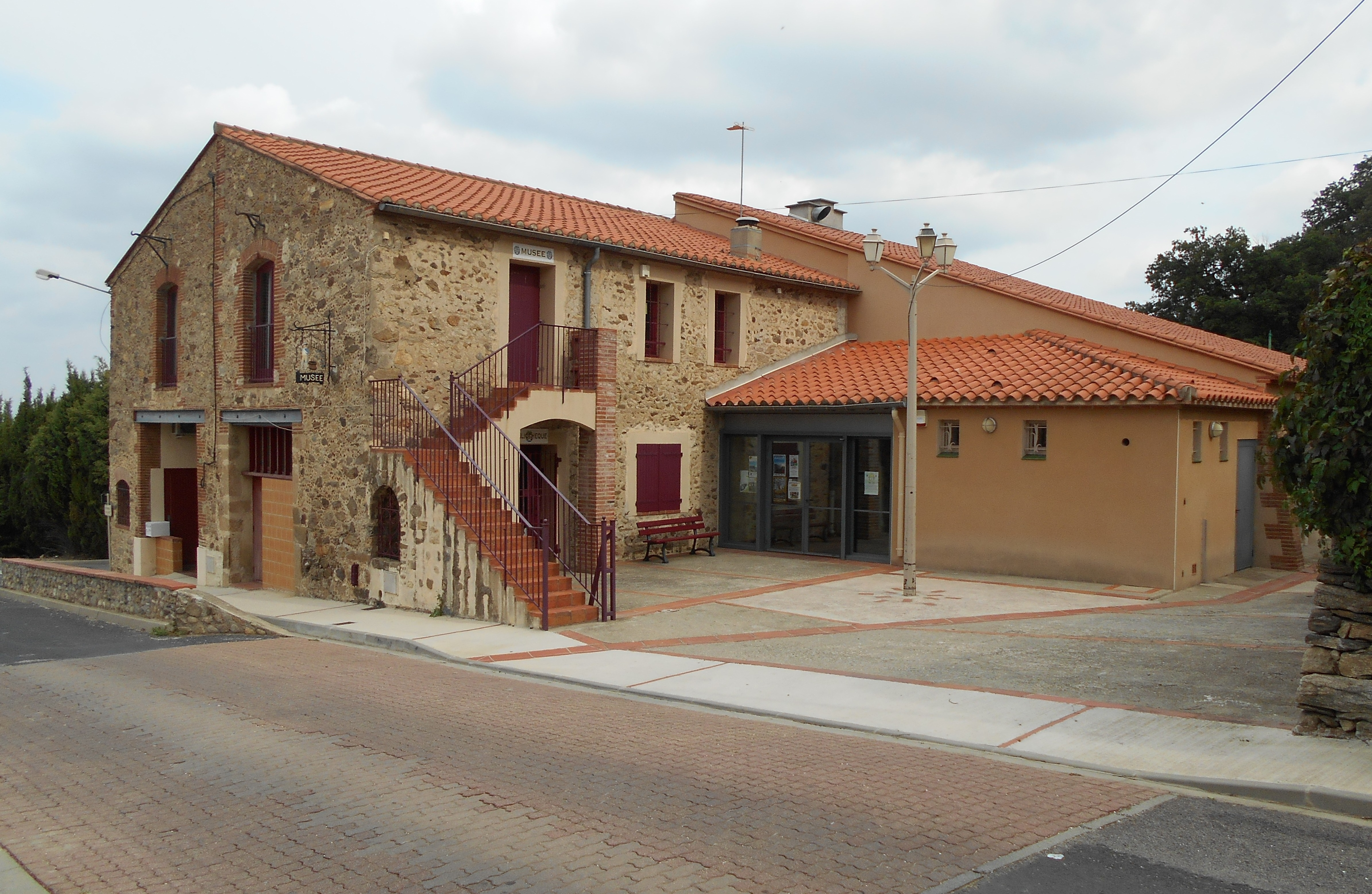
Museu i Teatre

Montesquiu d'Albera disposa de l'escola primària pública Nicolas Mas, que inclou l'escola maternal i la primària elemental. Per tal de continuar els estudis, les noies i els noies de Montesquiu d'Albera poden anar als col·legis d'Argelers de la Marenda, Ceret, Elna, Perpinyà, Sant Andreu de Sureda, Sant Cebrià de Rosselló o Tuïr, i per al batxillerat, als liceus de Ceret, Perpinyà, Tesà o Vilallonga dels Monts.